# 史密斯鎮區 (阿肯色州克里夫蘭縣)
史密斯鎮區（英語：Smith Township）是位於美國阿肯色州克里夫蘭縣的一個行政鎮區。

## 地方資料
史密斯鎮區的面積為105.36平方千米，當中陸地面積為105.11平方千米，而水域面積為0.25平方千米。根據2010年美國人口普查的數據，當地共有人口424人，而人口密度為每平方千米4.02人。